# Diano Marina
Diano Marina é uma comuna italiana da região da Ligúria, província de Impéria, com cerca de 5.751 habitantes. Estende-se por uma área de 6 km², tendo uma densidade populacional de 959 hab/km². Faz fronteira com Diano Castello, Imperia, San Bartolomeo al Mare.

## Demografia
| Variação demográfica do município entre 1861 e 2011                               |
|                                                                                   |
| Fonte: Istituto Nazionale di Statistica (ISTAT) - Elaboração gráfica da Wikipedia |

## Cidades-irmãs
- Diano d'Alba, Itália (2007)
- Granadilla de Abona, Espanha (2013)